# Dichte verzameling
In de topologie en aanverwante deelgebieden binnen de wiskunde wordt een topologische deelruimte {\displaystyle A} van een topologische ruimte {\displaystyle X} een dichte verzameling in {\displaystyle X} genoemd als haar afsluiting {\displaystyle {\overline {A}}} de hele ruimte omvat:
{\displaystyle {\overline {A}}=X}
Dat houdt in dat voor elk punt {\displaystyle x\in X} in elke omgeving van {\displaystyle x} ten minste één punt van {\displaystyle A} ligt.
De deelverzameling {\displaystyle A} is dicht in {\displaystyle X} als, intuïtief gesproken, elk punt in {\displaystyle X} "goed-benaderd" kan worden door punten in {\displaystyle A}. 
Dit is gelijkwaardig met de uitspraak, dat iedere niet-lege open verzameling van {\displaystyle X} de verzameling {\displaystyle A} snijdt.
Er geldt: {\displaystyle A} is dan en slechts dan dicht in {\displaystyle X} als de enige gesloten deelverzameling van {\displaystyle X} die {\displaystyle A} bevat, {\displaystyle X} zelf is. Dit kan ook worden uitgedrukt door te zeggen dat het inwendige van het complement van {\displaystyle A} leeg is.

## Separabiliteit
Een topologische ruimte heet separabel als ze minstens één aftelbare deelruimte heeft die dicht is.

## Dichtheid in metrische ruimtes
Een alternatieve definitie van een dichte verzameling in het geval van metrische ruimten is de volgende: 
De verzameling {\displaystyle A} in een metrische ruimte {\displaystyle X} is dicht als elke {\displaystyle x\in X} een limiet van een rij van elementen in {\displaystyle A} is. Immers, wanneer de topologie van {\displaystyle X} wordt gegeven door een metriek is de afsluiting {\displaystyle {\overline {A}}} van {\displaystyle A} in {\displaystyle X} de vereniging van {\displaystyle A} en de verzameling van alle limieten van rijen van elementen in {\displaystyle A} (haar ophopingspunten):
{\displaystyle {\overline {A}}=A\cup \{x\in X\mid x=\lim _{n}a_{n},\ a_{n}\in A\}}
Dan is {\displaystyle A} dicht in {\displaystyle X} als 
{\displaystyle {\overline {A}}=X}
Als {\displaystyle \{U_{n}\}} een rij van dichte open verzamelingen is in een complete metrische ruimte {\displaystyle X}, dan is de doorsnede {\displaystyle \bigcap _{n=1}^{\infty }U_{n}} ook dicht in {\displaystyle X}. Dit feit is een van de equivalente vormen van de categoriestelling van Baire.

## Voorbeelden
- Elke topologische ruimte is dicht in zichzelf. Een gesloten deel van X (behalve X zelf) is nooit dicht in X.
- De reële getallen met de gebruikelijke topologie hebben de rationele getallen en de irrationale getallen als dichte deelverzamelingen. De rationale getallen zijn dicht in de reële getallen, want ieder reëel getal kan willekeurig nauwkeurig benaderd worden met breuken.
- Een metrische ruimte {\displaystyle M} is dicht in haar vervollediging {\displaystyle \gamma M}.